# Stagione 1981-1982 di snooker
La stagione 1981-1982 di snooker è la 14ª edizione di una stagione di snooker. Ha preso il via il 25 giugno 1981 ed è terminata il 1º giugno 1982, dopo diciannove tornei professionistici, due in più della stagione precedente, suddivisi in uno valido per la classifica mondiale, e diciotto non validi, due in più della stagione precedente.

## Calendario

### Main Tour
| N° | Date di gioco                      | Torneo                             | N° edizione | Città       | Impianto                      | Vincitore       | Finalista       | Risultato |
| -- | ---------------------------------- | ---------------------------------- | ----------- | ----------- | ----------------------------- | --------------- | --------------- | --------- |
| 1  | dal 25 al 27 giugno 1981           | Australian Masters                 | 3ª          | Sydney      | Channel 10 Television Studios | Tony Meo        | John Spencer    |           |
| 2  | dal 14 al 20 settembre 1981        | International Open                 | 1ª          | Derby       | Assembly Rooms                | Steve Davis     | Dennis Taylor   | 9-0       |
| 3  | dal 22 al 25 settembre 1981        | Scottish Masters                   | 1ª          | Glasgow     | Kelvin Hall                   | Jimmy White     | Cliff Thorburn  | 9-4       |
| 4  | dal 24 ottobre al 1º novembre 1981 | World Team Classic                 | 3ª          | Reading     | Hexagon Theatre               | Inghilterra     | Galles          | 4-3       |
| 5  | dal 3 al 7 novembre 1981           | Northern Ireland Classic           | 1ª          | Belfast     | Ulster Hall                   | Jimmy White     | Steve Davis     | 11-9      |
| 6  | dal 22 novembre al 5 dicembre 1981 | UK Championship                    | 5ª          | Preston     | Preston Guild Hall            | Steve Davis     | Terry Griffiths | 16-3      |
| 7  | dal 28 al 31 dicembre 1981         | Pot-Black                          | 14ª         | Birmingham  | BBC Studios                   | Steve Davis     | Eddie Charlton  | 2-0       |
| 8  | dal 10 al 13 gennaio 1982          | The Classic                        | 3ª          | Oldham      | Civic Centre                  | Terry Griffiths | Steve Davis     | 9-8       |
| 9  | dal 26 al 31 gennaio 1982          | The Masters                        | 8ª          | Londra      | Wembley Conference Centre     | Steve Davis     | Terry Griffiths | 9-5       |
| 10 | dal 22 al 24 febbraio 1982         | Tolly Cobbold Classic              | 4ª          | Ipswich     | Corn Exchange                 | Steve Davis     | Dennis Taylor   | 8-3       |
| 11 | dal 24 al 28 febbraio 1982         | Welsh Professional Championship    | 5ª          | Ebbw Vale   | Ebbw Vale Leisure Centre      | Doug Mountjoy   | Terry Griffiths | 9-8       |
| 12 | dal 1° al 7 marzo 1982             | International Masters              | 1ª          | Derby       | Assembly Rooms                | Steve Davis     | Terry Griffiths | 9-7       |
| 13 | dal 5 al 7 marzo 1982              | Scottish Professional Championship | 11ª         | Dunfermline | Glen Pavilion                 | Eddie Sinclair  | Ian Black       | 11-7      |
| 14 | dal 9 al 13 marzo 1982             | Irish Professional Championship    | 7ª          | Coleraine   | Riverside Theatre             | Dennis Taylor   | Alex Higgins    | 16-13     |
| 15 | dal 24 al 28 marzo 1982            | Irish Masters                      | 5ª          | Kill        | Goffs Property                | Terry Griffiths | Steve Davis     | 9-5       |
| 16 | dal 16 al 18 aprile 1982           | Highland Masters                   | 1ª          | Inverness   | Eden Court Theatre            | Ray Reardon     | John Spencer    | 11-4      |
| 17 | dal 30 aprile al 16 maggio 1982    | Campionato mondiale                | 51ª         | Sheffield   | Crucible Theatre              | Alex Higgins    | Ray Reardon     | 18-15     |
| 18 | dal 22 al 28 maggio 1982           | Pontins Professional               | 9ª          | Prestatyn   | Pontins                       | Steve Davis     | Ray Reardon     | 9-4       |
| 19 | dal 29 maggio al 1º giugno 1982    | Bass and Golden Leisure Classic    | 1ª          | Liverpool   | Liverpool Centre              | Rex Williams    | Ray Edmonds     | 4-1       |

Legenda:
      Titolo Ranking
      Titolo Non-Ranking
      Evento a squadre